# Sjösakärren
Sjösakärren este o arie protejată (arie specială de conservare — SAC, sit de importanță comunitară — SCI) din Suedia întinsă pe o suprafață de 23,2 ha, integral pe uscat.

## Localizare
Centrul sitului Sjösakärren este situat la coordonatele 58°44′33″N 17°07′23″E / 58.7424°N 17.123°E.

## Înființare
Situl Sjösakärren a fost declarat sit de importanță comunitară în decembrie 1995 pentru a proteja 1 specie de plante și 2 specii de animale. Situl a fost protejat și ca arie specială de conservare în martie 2011.

## Biodiversitate
Situată în ecoregiunile boreală și marină baltică, aria protejată conține 6 habitate naturale: Mlaștini alcaline, Pajiști cu Molinia pe soluri calcaroase, turboase sau argilos-nămoloase (Molinion caeruleae), Păduri caducifoliate de mlaștină fino-scandinave, Taiga vestică, Lacuri și iazuri distrofice naturale, Pășuni de coastă din Baltica boreală.
La baza desemnării sitului se află mai multe specii protejate:
- plante (1): moșișoare (Liparis loeselii)
- nevertebrate (2): Vertigo angustior, Vertigo geyeri